# TT Assen 1985
De TT van Assen 1985 was de zevende Grand Prix van wereldkampioenschap wegrace voor motorfietsen in het seizoen 1985. De races werden verreden op 29 juni 1985 op het TT Circuit in Assen. Behalve alle "normale" klassen uit het wereldkampioenschap reed in Assen ook de Formula One TT. 

## Algemeen
Afgezien van de droge training op vrijdag werd de Asser TT geteisterd door regen, waarvan veel rijders tijdens de races last hadden. Er waren niet alleen veel valpartijen, maar ook veel uitvallers door natte ontstekingen en beslagen helmvizieren. In Assen werd ook de tweede race van de Formule I afgewerkt. Daarmee kwamen er niet minder dan zes klassen aan de start.

## 500cc-klasse

### De training
Freddie Spencer was voldoende hersteld van zijn blessure om te racen. Hij was de enige die in de korte droge training onder de 2 minuut 14 kwam. Eddie Lawson, met nieuwe cilinderkoppen op zijn Yamaha OW 81, beweerde dat hij dezelfde tijd had kunnen rijden, maar tevreden was met zijn plaats op de eerste startrij, waar ook Christian Sarron en Randy Mamola stonden. Hoewel het ernaar uitzag dat het op zaterdag zou regenen, verklaarde juist erkend regenrijder Sarron liever op een droge baan te rijden.

#### Trainingstijden
| Pos | Coureur            | Merk                      | Tijd    |
| --- | ------------------ | ------------------------- | ------- |
| 1.  | Freddie Spencer    | Rothmans-HRC-Honda        | 2"13'91 |
| 2.  | Christian Sarron   | Gauloises-Sonauto-Yamaha  | 2"14'73 |
| 3.  | Eddie Lawson       | Marlboro-Yamaha           | 2"15'54 |
| 4.  | Randy Mamola       | Rothmans-HRC-Honda        | 2"15'82 |
| 5.  | Wayne Gardner      | Rothmans-HRC-Honda-UK     | 2"16'21 |
| 6.  | Raymond Roche      | Marlboro-Yamaha           | 2"16'74 |
| 7.  | Didier de Radiguès | ELF-Chevallier-HRC-Honda  | 2"17'11 |
| 8.  | Ron Haslam         | Rothmans-HRC-Honda-UK     | 2"17'35 |
| 9.  | Rob McElnea        | Skoal Bandit-Heron-Suzuki | 2"19'10 |
| 10. | Sito Pons          | HB-Gallina-Suzuki         | 2"19'35 |

### De race
Op de racedag in Assen regende het, waardoor de bandenkeuze eenvoudig was: iedereen begon op regenbanden. Ron Haslam had tegen zijn gewoonte in geen goede start, maar Randy Mamola wel. Hij zou de koppositie niet meer afgeven en de race winnen. Dat hij dat zonder problemen kon doen kwam omdat Christian Sarron na vier kilometer in de fout ging. Bij het aanremmen van de Stekkenwal probeerde hij Boet van Dulmen uit te remmen, maar pas toen hij naast van Dulmen zat kreeg hij goed zicht en realiseerde hij zich dat hij te veel snelheid had om nog te kunnen remmen. Hij ging onderuit en nam in zijn val Freddie Spencer, die de bocht al had ingezet, mee. Daarmee waren de nummers drie en een van het kampioenschap uitgeschakeld. Ook Sito Pons en Wolfgang von Muralt vielen gezamenlijk. Eddie Lawson, die Spencer had zien vallen, realiseerde zich dat hij optimaal kon profiteren en de leiding in het kampioenschap kon overnemen. Hij passeerde eerst Van Dulmen en daarna Haslam, maar maakte toen een fout: hij raakte de gladde witte lijn naast de baan en viel ook. Zo won Mamola met een ruime voorsprong op Haslam, terwijl Van Dulmen de derde plaats moest laten aan Wayne Gardner. Mamola had geluk dat hij de laatste ronde kon afleggen. Door brandstofgebrek liep zijn machine al op twee cilinders. Mamola had een kleinere tank om ruimte te maken voor een videocamera van Sky Channel.

#### Uitslag 500cc-klasse
| Pos | Coureur              | Merk                      | Tijd      | Grid | Punten |
| --- | -------------------- | ------------------------- | --------- | ---- | ------ |
| 1   | Randy Mamola         | Rothmans-HRC-Honda        | 50"47'22  | 4    | 15     |
| 2   | Ron Haslam           | Rothmans-HRC-Honda-UK     | 51"00'18  | 8    | 12     |
| 3   | Wayne Gardner        | Rothmans-HRC-Honda-UK     | 51"22'98  | 5    | 10     |
| 4   | Boet van Dulmen      | Bakker-Honda              | 51"36'63  | 11   | 8      |
| 5   | Pierre-Etienne Samin | ELF-Chevallier-Honda      | 51"42'33  | 21   | 6      |
| 6   | Didier de Radiguès   | ELF-Chevallier-HRC-Honda  | 52"13'93  | 7    | 5      |
| 7   | Rob McElnea          | Skoal Bandit-Heron-Suzuki | 53"06'94  | 9    | 4      |
| 8   | Mile Pajic           | SNRT-Honda                | +1 ronde  | 33   | 3      |
| 9   | Henk van der Mark    | SNRT-Honda                | +1 ronde  | 15   | 2      |
| 10  | Rob Punt             | Suzuki                    | +1 ronde  | 23   | 1      |
| 11  | Massimo Messere      | Honda                     | +1 ronde  | 28   |        |
| 12  | Fabio Biliotti       | Honda                     | +1 ronde  | 27   |        |
| 13  | Franco Uncini        | HB-Gallina-Suzuki         | +1 ronde  | 13   |        |
| 14  | Manfred Fischer      | Honda                     | +1 ronde  | 30   |        |
| 15  | Armando Errico       | Honda                     | +1 ronde  | 32   |        |
| 16  | Ray Swann            | Suzuki                    | +1 ronde  | 36   |        |
| 17  | Paul Iddon           | Suzuki                    | +3 ronden | 26   |        |
| 18  | Marco Papa           | Suzuki                    | +3 ronden | 31   |        |
| 19  | Maarten Duyzers      | Suzuki                    | +3 ronden | 34   |        |

#### Niet gefinisht
| Coureur             | Merk                     | Oorzaak    | Grid |
| ------------------- | ------------------------ | ---------- | ---- |
| Marco Lucchinelli   | Cagiva                   |            | 35   |
| Eddie Lawson        | Marlboro-Yamaha          | Val        | 3    |
| Eero Hyvärinen      | Honda                    | Val        | 12   |
| Mike Baldwin        | Honda                    | Val        | 14   |
| Christian Le Liard  | ELF-Chevallier-Honda     | Val        | 19   |
| Raymond Roche       | Marlboro-Yamaha          | Ontsteking | 6    |
| Karl Truchsess      | Honda                    | Val        | 25   |
| Mark Salle          | Suzuki                   |            | 29   |
| Thierry Espié       | Chevallier-Honda         |            | 20   |
| Dave Petersen       | Honda                    |            | 16   |
| Gustav Reiner       | Bakker-Honda             |            | 17   |
| Takazumi Katayama   | Rothmans-HRC-Honda       | Motor      | 22   |
| Christian Sarron    | Gauloises-Sonauto-Yamaha | Val        | 2    |
| Freddie Spencer     | Rothmans-HRC-Honda       | Val        | 1    |
| Wolfgang von Muralt | Bakker-Suzuki            | Val        | 18   |
| Sito Pons           | HB-Gallina-Suzuki        | Val        | 10   |

#### Niet gestart
| Coureur       | Merk                 | Oorzaak            | Grid |
| ------------- | -------------------- | ------------------ | ---- |
| Steve Parrish | Mitsui-Harris-Yamaha | Afgezien van start | 24   |

### Top tien tussenstand 500cc-klasse
| Pos. | Coureur            | Merk                      | Ptn. |
| ---- | ------------------ | ------------------------- | ---- |
| 1    | Freddie Spencer    | Rothmans-HRC-Honda        | 81   |
| 2    | Eddie Lawson       | Marlboro-Yamaha           | 74   |
| 3    | Wayne Gardner      | Rothmans-HRC-Honda-UK     | 53   |
| 4    | Christian Sarron   | Gauloises-Sonauto-Yamaha  | 52   |
| 5    | Ron Haslam         | Rothmans-HRC-Honda-UK     | 46   |
| 6    | Randy Mamola       | Rothmans-HRC-Honda        | 40   |
| 7    | Didier de Radiguès | ELF-Chevallier-HRC-Honda  | 30   |
| 8    | Rob McElnea        | Skoal Bandit-Heron-Suzuki | 19   |
| 9    | Raymond Roche      | Marlboro-Yamaha           | 16   |
| 10   | Boet van Dulmen    | Honda/Bakker-Honda        | 11   |

## 250cc-klasse

### De training
Hoewel Freddie Spencer bij het lopen nog duidelijk last had van de zware spierblessure die hij tijdens de GP van Joegoslavië had opgelopen, had hij kennelijk zoveel zelfvertrouwen dat hij in drie dagen tijd slechts 16 trainingsronden reed. Carlos Lavado reed er 51, maar hij had dan ook drie machines ter beschikking die allemaal uitgebrobeerd moesten worden. Lavado reed uiteindelijk de snelste trainingstijd, voor Spencer en Martin Wimmer, die zijn snelste motor had stukgedraaid. Twee rijders maakten hun rentree na blessures: Manfred Herweh en Stéphane Mertens. Herweh kwam slechts tot de 36e startplaats, maar Mertens mocht als vierde starten, ondanks het feit dat hij tijdens de trainingen regelmatig moest pauzeren om zijn been te strekken. Toni Mang had een slechte startpositie omdat zijn motor tijdens de trainingen regelmatig vastliep, waardoor hij gedwongen was oude cilinders te monteren. 

#### Trainingstijden
| Pos | Coureur          | Merk               | Tijd    |
| --- | ---------------- | ------------------ | ------- |
| 1.  | Carlos Lavado    | Venemotos-Yamaha   | 2"19'97 |
| 2.  | Freddie Spencer  | Rothmans-HRC-Honda | 2"20'53 |
| 3.  | Martin Wimmer    | Mitsui-Yamaha      | 2"21'83 |
| 4.  | Stéphane Mertens | Yamaha             | 2"23'21 |
| 5.  | Jacques Cornu    | Parisienne-Honda   | 2"23'42 |
| 6.  | Carlos Cardús    | JJ Cobas-Rotax     | 2"23'58 |
| 7.  | Loris Reggiani   | Aprilia-Rotax      | 2"23'75 |
| 8.  | Fausto Ricci     | Rothmans-HRC-Honda | 2"23'75 |
| 9.  | Juan Garriga     | JJ Cobas-Rotax     | 2"23'88 |
| 10. | Reinhold Roth    | Juchem-Yamaha      | 2"24'37 |

### De race
Hoewel Martin Wimmer na de eerste ronde op kop doorkwam, gevolgd door Carlos Lavado, Freddie Spencer, Loris Reggiani en Jacques Cornu, was de beste start toch voor Toni Mang. Hij had zich vanaf de 29e startplaats al op de zesde positie genesteld. In de derde ronde kwam Mang zelfs even aan de leiding van de race. In de vierde ronde maakte Mang een klein foutje, waarvan Lavado leek te profiteren, maar hij remde zichzelf onderuit. Spencer besloot er alleen vandoor te gaan en de race leek zich te stabiliseren, totdat Wimmer besloot een aanval op Mang in te zetten. Dat lukte en hij werd tweede, voor Mang, Reggiani en Cornu, die zich steeds beter herstelde van zijn eerder opgelopen hoofdblessure. 

#### Uitslag 250cc-klasse
| Pos | Coureur                | Merk                        | Tijd     | Grid | Punten |
| --- | ---------------------- | --------------------------- | -------- | ---- | ------ |
| 1   | Freddie Spencer        | Rothmans-HRC-Honda          | 45"14'57 | 2    | 15     |
| 2   | Martin Wimmer          | Mitsui-Yamaha               | 45"26'87 | 3    | 12     |
| 3   | Toni Mang              | Marlboro-HRC-Honda          | 45"31'06 | 29   | 10     |
| 4   | Loris Reggiani         | Aprilia-Rotax               | 45"49'42 | 7    | 8      |
| 5   | Jacques Cornu          | Parisienne-Honda            | 46"01'56 | 5    | 6      |
| 6   | Donnie McLeod          | Silverstone-Armstrong-Rotax | 46"08'04 | 14   | 5      |
| 7   | Jean-Michel Mattioli   | Yamaha                      | 46"16'15 | 13   | 4      |
| 8   | Reinhold Roth          | Juchem-Yamaha               | 46"17'23 | 10   | 3      |
| 9   | Stéphane Mertens       | Yamaha                      | 46"24'96 | 4    | 2      |
| 10  | Jean Foray             | Chevallier-Yamaha           | 46"25'21 | 11   | 1      |
| 11  | Pierre Bolle           | Bakker-Parisienne           | 46"42'36 | 16   |        |
| 12  | Siegfried Minich       | Yamaha                      | 46"45'97 | 24   |        |
| 13  | Alan Carter            | Yamaha                      | 46"51'90 | 27   |        |
| 14  | Niall Mackenzie        | Silverstone-Armstrong-Rotax | 46"54'22 | 12   |        |
| 15  | Hans Lindner           | Rotax                       | 46"55'43 | 30   |        |
| 16  | Jean-Louis Guignabodet | MIG-Rotax                   | 47"23'65 | 15   |        |
| 17  | Roland Freymond        | Yamaha                      | 47"43'94 | 19   |        |
| 18  | August Auinger         | Bartol                      | 47"44'36 | 22   |        |
| 19  | Harald Eckl            | Juchem-Yamaha               | 47"44'65 | 20   |        |
| 20  | Edwin Weibel           | Yamaha                      | 47"50'72 | 21   |        |
| 21  | Luis Miguel Reyes      | JJ Cobas-Rotax              | +1 ronde | 18   |        |
| 22  | Andy Watts             | EMC-Rotax                   | +1 ronde | 23   |        |
| 23  | Manfred Herweh         | Bakker-Real-Rotax           | +1 ronde | 36   |        |
| 24  | Stefano Caracchi       | MBA                         | +1 ronde | 34   |        |
| 25  | René Delaby            | Rotax                       | +1 ronde | 31   |        |
| 26  | Jean-Luc Guillemet     | Yamaha                      | +1 ronde | 26   |        |

#### Niet gefinisht
| Coureur           | Merk               | Oorzaak | Grid |
| ----------------- | ------------------ | ------- | ---- |
| Carlos Lavado     | Venemotos-Yamaha   | Val     | 1    |
| Fausto Ricci      | Rothmans-HRC-Honda | Val     | 8    |
| Hans Becker       | Yamaha             |         | 25   |
| Carlos Cardús     | JJ Cobas-Rotax     | Val     | 6    |
| Geoff Fowler      | Yamaha             |         | 33   |
| Dominique Sarron  | Rothmans-Honda     | Val     | 17   |
| Antonio García    | JJ Cobas-Rotax     | Val     | 28   |
| Anders Skov       | Yamaha             |         | 35   |
| Thierry Rapicault | Yamaha             |         | 32   |

#### Niet gestart
| Coureur      | Merk           | Oorzaak            | Grid |
| ------------ | -------------- | ------------------ | ---- |
| Juan Garriga | JJ Cobas-Rotax | Val in opwarmronde | 9    |

#### Niet deelgenomen
| Coureur             | Merk             | Oorzaak    |
| ------------------- | ---------------- | ---------- |
| Mario Rademeyer     | Yamaha           |            |
| Jacky Onda          | Pernod           | Teambeleid |
| Jean-François Baldé | Pernod           | Teambeleid |
| Maurizio Vitali     | Garelli          | Blessure   |
| Ángel Nieto         | Garelli          | Blessure   |
| Iván Palazzese      | Venemotos-Yamaha | Ontslagen  |
| Erich Klein         | Rotax            | Blessure   |
| Antonio Neto        | JJ Cobas-Rotax   | Blessure   |

### Top tien tussenstand 250cc-klasse
| Pos. | Coureur         | Merk                                 | Ptn. |
| ---- | --------------- | ------------------------------------ | ---- |
| 1    | Freddie Spencer | Rothmans-HRC-Honda                   | 89   |
| 2    | Martin Wimmer   | Mitsui-Yamaha                        | 61   |
| 3    | Toni Mang       | Marlboro-HRC-Honda                   | 60   |
| 4    | Carlos Lavado   | Venemotos-Yamaha                     | 49   |
| 5    | Loris Reggiani  | Aprilia-Rotax                        | 34   |
| 6    | Fausto Ricci    | Rothmans-HRC-Honda                   | 22   |
| 7    | Alan Carter     | HRC-Honda / Honda                    | 18   |
| 8    | Reinhold Roth   | Juchem-Yamaha                        | 16   |
| 9    | Jacques Cornu   | Bakker-Parisienne / Parisienne-Honda | 13   |
| 10   | Carlos Cardús   | JJ Cobas-Rotax                       | 11   |

## 125cc-klasse

### De training
Domenico Brigaglia viel tijdens de training zo hard dat hij een startverbod van de wedstrijdleiding kreeg. Toen het vrijdag droog was zetten de beide Garelli-coureurs Fausto Gresini en Ezio Gianola de snelste tijden, terwijl WK-leider Pier Paolo Bianchi slechts op de vierde startplaats stond, naast Lucio Pietroniro. 

#### Trainingstijden
| Pos | Coureur            | Merk        | Tijd    |
| --- | ------------------ | ----------- | ------- |
| 1.  | Fausto Gresini     | FMI-Garelli | 2"28'15 |
| 2.  | Ezio Gianola       | FMI-Garelli | 2"28'40 |
| 3.  | Lucio Pietroniro   | MBA         | 2"29'77 |
| 4.  | Pier Paolo Bianchi | MBA         | 2"30'08 |
| 5.  | Jean-Claude Selini | MBA         | 2"31'09 |
| 6.  | August Auinger     | Bartol-MBA  | 2"31'24 |
| 7.  | Giuseppe Ascareggi | MBA         | 2"31'47 |
| 8.  | Olivier Liégeois   | MBA         | 2"31'55 |
| 9.  | Luca Cadalora      | MBA         | 2"31'62 |
| 10. | Bruno Kneubühler   | LCR-MBA     | 2"31'67 |

### De race
Vlak voor de start van de 125cc-race in Assen moesten de coureurs nog regenbanden monteren. Hoewel Lucio Pietroniro als snelste vertrok, werd hij vrijwel onmiddellijk voorbijgestoken door Pier Paolo Bianchi, die al snel gezelschap kreeg van Fausto Gresini. Diens stalgenoot Ezio Gianola zat toen nog in een achtervolgende groep met Pietroniro, Olivier Liégeois, Bruno Kneubühler, Jean-Claude Selini en Jussi Hautaniemi. Dankzij wat vertragend werk van Gresini wist Gianola echter de kopgroep te bereiken en zo ontstond een mooi gevecht om de leiding. De posities wisselden regelmatig, waarbij Bianchi soms aan de leiding kwam door een hogere topsnelheid, terwijl de Garelli-rijders het moesten hebben van hun uitremacties. Toen het harder begon te regenen wist Bianchi echter een voorsprong op te bouwen. Hoewel het voor Garelli belangrijk was dat Gresini tweede zou worden, ging Gianola beter met de nattigheid om en hij kwam na Bianchi over de finish, terwijl Gresini nog bedreigd werd door Selini, die vierde werd. 

#### Uitslag 125cc-klasse
| Pos | Coureur            | Merk        | Tijd      | Grid | Punten |
| --- | ------------------ | ----------- | --------- | ---- | ------ |
| 1   | Pier Paolo Bianchi | MBA         | 43"49'24  | 4    | 15     |
| 2   | Ezio Gianola       | FMI-Garelli | 43"58'89  | 2    | 12     |
| 3   | Fausto Gresini     | FMI-Garelli | 44"13'02  | 1    | 10     |
| 4   | Jean-Claude Selini | MBA         | 44"18'00  | 5    | 8      |
| 5   | Jussi Hautaniemi   | MBA         | 44"23'02  | 11   | 6      |
| 6   | Bruno Kneubühler   | LCR-MBA     | 44"41'80  | 10   | 5      |
| 7   | Luca Cadalora      | MBA         | 44"42'51  | 9    | 4      |
| 8   | August Auinger     | Bartol-MBA  | 44"46'97  | 6    | 3      |
| 9   | Alfred Waibel      | MBA         | 45"38'97  | 15   | 2      |
| 10  | Thierry Feuz       | MBA         | 45"46'53  | 17   | 1      |
| 11  | Jacky Hutteau      | MBA         | 46"11'65  | 19   |        |
| 12  | Jan Eggens         | EGA         | 46"14'26  | 29   |        |
| 13  | Andres Sánchez     | MBA         | 46"15'38  | 14   |        |
| 14  | Wilhelm Lücke      | MBA         | 46"33'92  | 35   |        |
| 15  | Mike Leitner       | MBA         | 46"36'47  | 23   |        |
| 16  | Lucio Pietroniro   | MBA         | +1 ronde  | 3    |        |
| 17  | Adolf Stadler      | MBA         | +1 ronde  | 36   |        |
| 18  | Peter Sommer       | MBA         | +1 ronde  | 33   |        |
| 19  | Anton Straver      | MBA         | +2 ronden | 13   |        |
| 20  | Håkan Olsson       | MBA         | +2 ronden | 25   |        |
| 21  | Thomas Pedersen    | MBA         | +2 ronden | 18   |        |

#### Niet gefinisht
| Coureur            | Merk     | Oorzaak         | Grid |
| ------------------ | -------- | --------------- | ---- |
| Giuseppe Ascareggi | MBA      | Vocht           | 7    |
| Alex Bedford       | MBA      | Vocht           | 21   |
| Esa Kytölä         | MBA      |                 | 20   |
| Steve Mason        | MBA      |                 | 32   |
| Robin Appleyard    | MBA      | Vocht           | 26   |
| Willy Hupperich    | Seel-MBA | Vocht           | 30   |
| Helmut Lichtenberg | MBA      |                 | 31   |
| Norbert Peschke    | MBA      | Vocht           | 24   |
| Boy van Erp        | MBA      | Remmen          | 34   |
| Olivier Liégeois   | MBA      | Vocht           | 8    |
| Willy Pérez        | MBA      | Vocht           | 12   |
| Johnny Wickström   | MBA      | Vocht           | 16   |
| Michel Escudier    | MBA      |                 | 27   |
| Ton Spek           | MBA      | Beslagen vizier | 28   |
| Eric Gijsel        | MBA      |                 | 37   |

#### Niet gestart
| Coureur            | Merk | Oorzaak     | Grid |
| ------------------ | ---- | ----------- | ---- |
| Domenico Brigaglia | MBA  | Startverbod |      |

### Top tien tussenstand 125cc-klasse
| Pos. | Coureur            | Merk        | Ptn. |
| ---- | ------------------ | ----------- | ---- |
| 1    | Pier Paolo Bianchi | MBA         | 63   |
| 2    | Fausto Gresini     | FMI-Garelli | 49   |
| 3    | Ezio Gianola       | FMI-Garelli | 42   |
| 4    | August Auinger     | Bartol-MBA  | 30   |
| 5    | Bruno Kneubühler   | LCR-MBA     | 28   |
| 6    | Jean-Claude Selini | MBA         | 21   |
| 7    | Domenico Brigaglia | MBA         | 18   |
| 8    | Lucio Pietroniro   | MBA         | 14   |
| 9    | Johnny Wickström   | MBA         | 10   |
| 9    | Alfred Waibel      | MBA         | 10   |
| 9    | Jussi Hautaniemi   | MBA         | 10   |
| 9    | Olivier Liégeois   | MBA         | 10   |

## 80cc-klasse

### De training
Hoewel Stefan Dörflinger zijn eigen snelste tijd uit 1984 met zeven seconden verbeterde, was vooral de prestatie van Ángel Nieto opmerkelijk. Nieto nam - om te zien hoever zijn herstel na een val in 1984 was gevorderd - deel als lid van het Derbi-team, en hij zette de vierde trainingstijd. Het Derbi-team had door de natte omstandigheden grote moeite de juiste afstelling voor de droge vrijdagtraining te vinden en verdween zelfs een tijdje om buiten het circuit op een polderweggetje te trainen. 

#### Trainingstijden
| Pos | Coureur           | Merk       | Tijd    |
| --- | ----------------- | ---------- | ------- |
| 1.  | Stefan Dörflinger | Krauser    | 2"35'26 |
| 2.  | Jorge Martínez    | Derbi      | 2"36'03 |
| 3.  | Gerhard Waibel    | Real-Seel  | 2"40'44 |
| 4.  | Ángel Nieto       | Derbi      | 2"41'04 |
| 5.  | Ian McConnachie   | Krauser    | 2"41'85 |
| 6.  | Manuel Herreros   | Derbi      | 2"42'10 |
| 7.  | Gerd Kafka        | Seel       | 2"42'68 |
| 8.  | Paul Rimmelzwaan  | Harmsen    | 2"43'18 |
| 9.  | Rainer Kunz       | Ziegler    | 2"43'83 |
| 10. | Henk van Kessel   | HuVo-Casal | 2"43'85 |

### De race
Ook de 80cc-race in Assen begon op een natte baan. Henk van Kessel had de snelste start, maar werd al snel gepasseerd door Gerd Kafka, Domingo Gil Blanco en Stefan Dörflinger. Dörflinger zette de aanval in op Kafka, die hij drie ronden voor het einde passeerde. De overwinning leek binnen, maar Dörflinger werd het gras in gedwongen toen hij Johan Auer op een ronde wilde rijden. Auer verwachtte hem aan de binnenkant en week uit naar buiten, juist waar Dörflinger reed. Toch wist Dörflinger opnieuw aan de leiding te komen, maar in de laatste bocht van de laatste ronde, de Geert-Timmerbocht, verremde hij zich, waardoor Kafka alsnog naar de overwinning reed. Dörlinger had echter een enorme voorsprong op Jorge Martínez, waardoor hij zijn Krauser opnieuw kon aanduwen om tweede te worden met bijna een halve minuut voorsprong.  

#### Uitslag 80cc-klasse
| Pos | Coureur             | Merk           | Tijd      | Grid | Punten |
| --- | ------------------- | -------------- | --------- | ---- | ------ |
| 1   | Gerd Kafka          | Seel           | 33"33'88  | 7    | 15     |
| 2   | Stefan Dörflinger   | Krauser        | 34"06'94  | 1    | 12     |
| 3   | Jorge Martínez      | Derbi          | 34"35'41  | 2    | 10     |
| 4   | Manuel Herreros     | Derbi          | 34"48'47  | 6    | 8      |
| 5   | Henk van Kessel     | HuVo-Casal     | 34"54'26  | 10   | 6      |
| 6   | Theo Timmer         | HuVo-Casal     | 34"56'51  | 14   | 5      |
| 7   | Serge Julin         | Bakker-Casal   | 35"02'61  | 11   | 4      |
| 8   | Juan Ramón Bolart   | Autisa         | 35"03'59  | 16   | 3      |
| 9   | Kees Besseling      | CJB            | 35"28'44  | 19   | 2      |
| 10  | Gerhard Waibel      | Real-Seel      | 35"28'80  | 3    | 1      |
| 11  | Rainer Kunz         | Ziegler        | 35"30'05  | 9    |        |
| 12  | Wilco Zeelenberg    | HuVo-Casal     | 35"57'16  | 21   |        |
| 13  | Günter Schirnhofer  | Krauser        | 35"57'51  | 22   |        |
| 14  | Henri van Heist     | Casal          | 36"00'39  | 24   |        |
| 15  | Stefan Prein        | HuVo-Casal     | 36"27'04  | 17   |        |
| 16  | Domingo Gil Blanco  | Autisa         | 36"41'10  | 13   |        |
| 17  | Jos van Dongen      | Casal          | 37"32'13  | 23   |        |
| 18  | Jean-Marc Velay     | GMV-Casal      | +1 ronde  | 28   |        |
| 19  | Johan Auer          | Eberhardt      | +1 ronde  | 33   |        |
| 20  | Herri Torrontegui   | JJ Cobas-Rotax | +1 ronde  | 36   |        |
| 21  | Bernd Rossbach      | HuVo-Casal     | +1 ronde  | 15   |        |
| 22  | Zdravko Matulja     | Ziegler        | +1 ronde  | 29   |        |
| 23  | Reinhard Koberstein | Seel           | +1 ronde  | 18   |        |
| 24  | Mika-Sakari Komu    | Eberhardt      | +1 ronde  | 34   |        |
| 25  | Thomas Engl         | Esch           | +1 ronde  | 30   |        |
| 26  | Chris Baert         | Eberhardt      | +1 ronde  | 31   |        |
| 27  | Otto Machinek       | OM-Spezial     | +1 ronde  | 35   |        |
| 28  | Aad Wijsman         | Harmsen        | +2 ronden | 32   |        |

#### Niet gefinisht
| Coureur          | Merk       | Oorzaak     | Grid |
| ---------------- | ---------- | ----------- | ---- |
| Ian McConnachie  | Krauser    | Val         | 5    |
| Ángel Nieto      | Derbi      | Vocht       | 4    |
| Paolo Priori     | Lusuardi   |             | 20   |
| Bert Smit        | BZ         | Val         | 12   |
| René Dunki       | Krauser    |             | 25   |
| Steve Mason      | HuVo-Casal |             | 26   |
| Hans Koopman     | Ziegler    |             | 27   |
| Paul Rimmelzwaan | Harmsen    | Koelsysteem | 8    |

#### Niet deelgenomen
| Coureur     | Merk       | Oorzaak  |
| ----------- | ---------- | -------- |
| Hans Spaan  | HuVo-Casal | Blessure |
| Richard Bay | Rupp-Maico | Blessure |

### Top tien tussenstand 80cc-klasse
| Pos. | Coureur           | Merk                 | Ptn. |
| ---- | ----------------- | -------------------- | ---- |
| 1    | Stefan Dörflinger | Krauser              | 64   |
| 2    | Jorge Martínez    | Derbi                | 52   |
| 3    | Manuel Herreros   | Derbi                | 40   |
| 4    | Gerd Kafka        | Seel                 | 39   |
| 5    | Gerhard Waibel    | Real-Seel            | 26   |
| 6    | Ian McConnachie   | HuVo-Casal / Krauser | 19   |
| 7    | Theo Timmer       | HuVo-Casal           | 18   |
| 8    | Paul Rimmelzwaan  | Harmsen              | 11   |
| 9    | Juan Ramón Bolart | Autisa               | 8    |
| 9    | Henk van Kessel   | HuVo-Casal           | 8    |

## Zijspanklasse

### De training
Slechts drie combinaties profiteerden op vrijdagochtend van de nog enigszins droge baan door met slicks hun snelste ronde te rijden. Dat waren Steve Webster/Tony Hewitt, Rolf Steinhausen/Bruno Hiller en Theo van Kempen/Geral de Haas. Webster reed de beste tijd, maar later was Egbert Streuer in het nat met volle regenbanden slechts 0,04 seconde langzamer. Alain Michel/Jean-Marc Fresc reden de derde tijd, terwijl die van Werner Schwärzel (negende) en Rolf Biland (elfde) nogal tegenvielen. Biland was opnieuw met zijn zelfbouw LCR-Krauser met membraaninlaten verschenen, maar dit keer had hij zijn LCR-Yamaha niet eens meegebracht, zodat de Krauser voor het eerst in een race zou verschijnen. 

#### Trainingstijden
| Pos | Coureur          | Bakkenist          | Merk               | Tijd    |
| --- | ---------------- | ------------------ | ------------------ | ------- |
| 1.  | Steve Webster    | Tony Hewitt        | LCR-Yamaha         | 2"32'22 |
| 2.  | Egbert Streuer   | Bernard Schnieders | LCR-Yamaha         | 2"32'26 |
| 3.  | Alain Michel     | Jean-Marc Fresc    | Krauser-LCR-Yamaha | 2"33'22 |
| 4.  | Rolf Steinhausen | Bruno Hiller       | Busch-ARO          | 2"33'40 |
| 5.  | Markus Egloff    | Urs Egloff         | LCR-Yamaha         | 2"33'50 |
| 6.  | Alfred Zurbrügg  | Martin Zurbrügg    | LCR-Yamaha         | 2"33'88 |
| 7.  | Derek Jones      | Brian Ayres        | LCR-Yamaha         | 2"34'09 |
| 8.  | Theo van Kempen  | Geral de Haas      | LCR-Yamaha         | 2"34'24 |
| 9.  | Werner Schwärzel | Fritz Buck         | Krauser-LCR-Yamaha | 2"35'64 |
| 10. | Hein van Drie    | Iain Colquhoun     | LCR-Yamaha         | 2"36'78 |

### De race
Bij aanvang van de zijspanrace was het circuit nog hier en daar nat, maar de meeste toppers stonden toch op slicks. Rolf Biland had zijn kansen goed berekend. Hij stond links op de zesde startrij, maar wist dat zijn membraangestuurde Krausermotor sneller zou aanslaan dan de zuigergestuurde Yamaha's. Dat klopte; terwijl de motoren van de voorsten net aansloegen kwam Biland met het zijspanwiel door het gras voorbijstuiven. Toch nam Steve Webster vrijwel meteen de leiding van hem over. Werner Schwärzel had een slechte start en zat in het middenveld, terwijl Egbert Streuer ook de strijd met Biland aanbond. Deze twee wisselden regelmatig van positie, maar Webster reed tamelijk comfortabel op kop. Alain Michel reed op de vierde plaats, maar viel in de vierde ronde uit. In de zesde ronde nam Streuer definitief de tweede plaats van Biland over en ging hij op jacht naar Webster. Die reed zijn snelste ronde, maar in de achtste ronde vloog hij op spectaculaire wijze van de baan. De combinatie kwam bij het uitkomen van de Ramshoek even in het gras, Webster corrigeerde te veel en machine kwam in een sloot terecht. Webster brak hierbij een pols. Streuer kwam zodoende aan de leiding en liep uit tot 16 seconden op Biland. Tegen het einde van de race begon zijn voorsprong echter terug te lopen. De monteurs dachten dat Streuer het gewoon wat rustiger aan deed, maar in werkelijk was hij steeds meer remvermogen aan het verliezen om uiteindelijk alleen nog op de motor af te kunnen remmen. Eerst kwam Biland voorbij en daarna ook Schwärzel, waardoor Streuer opnieuw zijn thuisrace niet won en slechts derde werd. Oorzaak was de montage van verkeerde remblokken, die geheel waren weggesleten, inclusief de remzuigers waardoor de remvloeistof was weggestroomd. 

#### Uitslag zijspanklasse
| Pos | Coureur              | Bakkenist             | Merk               | Tijd     | Grid | Punten |
| --- | -------------------- | --------------------- | ------------------ | -------- | ---- | ------ |
| 1   | Rolf Biland          | Kurt Waltisperg       | LCR-Krauser        | 39"01'47 | 11   | 15     |
| 2   | Werner Schwärzel     | Fritz Buck            | Krauser-LCR-Yamaha | 39"04'51 | 9    | 12     |
| 3   | Egbert Streuer       | Bernard Schnieders    | LCR-Yamaha         | 39"07'79 | 2    | 10     |
| 4   | Alfred Zurbrügg      | Martin Zurbrügg       | LCR-Yamaha         | 39"59'65 | 6    | 8      |
| 5   | Mick Barton          | Simon Birchall        | LCR-Yamaha         |          |      | 6      |
| 6   | Steve Abbott         | Shaun Smith           | Windle-Yamaha      |          |      | 5      |
| 7   | Hein van Drie        | Iain Colquhoun        | LCR-Yamaha         |          | 10   | 4      |
| 8   | Martin Kooy          | Raimond van den Groep | Kova-Yamaha        |          | 18   | 3      |
| 9   | Theo van Kempen      | Geral de Haas         | LCR-Yamaha         |          | 8    | 2      |
| 10  | Dennis Bingham       | Julia Bingham         | LCR-Yamaha         |          |      | 1      |
| 11  | Rolf Steinhausen     | Bruno Hiller          | Busch-ARO          | +1 ronde | 4    |        |
| 12  | Markus Egloff        | Urs Egloff            | LCR-Yamaha         | +1 ronde | 5    |        |
| 13  | Hans-Rüdi Christinat | Markus Fährni         | LCR-Yamaha         | +1 ronde |      |        |

#### Niet gefinisht
| Coureur       | Bakkenist       | Merk               | Oorzaak    | Grid |
| ------------- | --------------- | ------------------ | ---------- | ---- |
| Alain Michel  | Jean-Marc Fresc | Krauser-LCR-Yamaha | Ontsteking | 3    |
| Steve Webster | Tony Hewitt     | LCR-Yamaha         | Ongeval    | 1    |
| Derek Jones   | Brian Ayres     | LCR-Yamaha         |            | 7    |

### Top tien tussenstand zijspanklasse
| Pos. | Coureur          | Bakkenist          | Merk                            | Ptn. |
| ---- | ---------------- | ------------------ | ------------------------------- | ---- |
| 1    | Werner Schwärzel | Fritz Buck         | Krauser-LCR-Yamaha              | 39   |
| 2    | Rolf Biland      | Kurt Waltisperg    | Krauser-LCR-Yamaha/ LCR-Krauser | 38   |
| 3    | Egbert Streuer   | Bernard Schnieders | LCR-Yamaha                      | 28   |
| 4    | Steve Webster    | Tony Hewitt        | LCR-Yamaha                      | 22   |
| 5    | Alfred Zurbrügg  | Martin Zurbrügg    | LCR-Yamaha                      | 20   |
| 6    | Mick Barton      | Simon Birchall     | LCR-Yamaha                      | 11   |
| 7    | Hans Hügli       | Andreas Schütz     | LCR-Yamaha                      | 7    |
| 8    | Alain Michel     | Jean-Marc Fresc    | Krauser-LCR-Yamaha              | 5    |
| 8    | Steve Abbott     | Shaun Smith        | Windle-Yamaha                   | 5    |
| 10   | Hein van Drie    | Iain Colquhoun     | LCR-Yamaha                      | 4    |
| 10   | Derek Bayley     | Brian Nixon        | LCR-Yamaha                      | 4    |

## Formule I

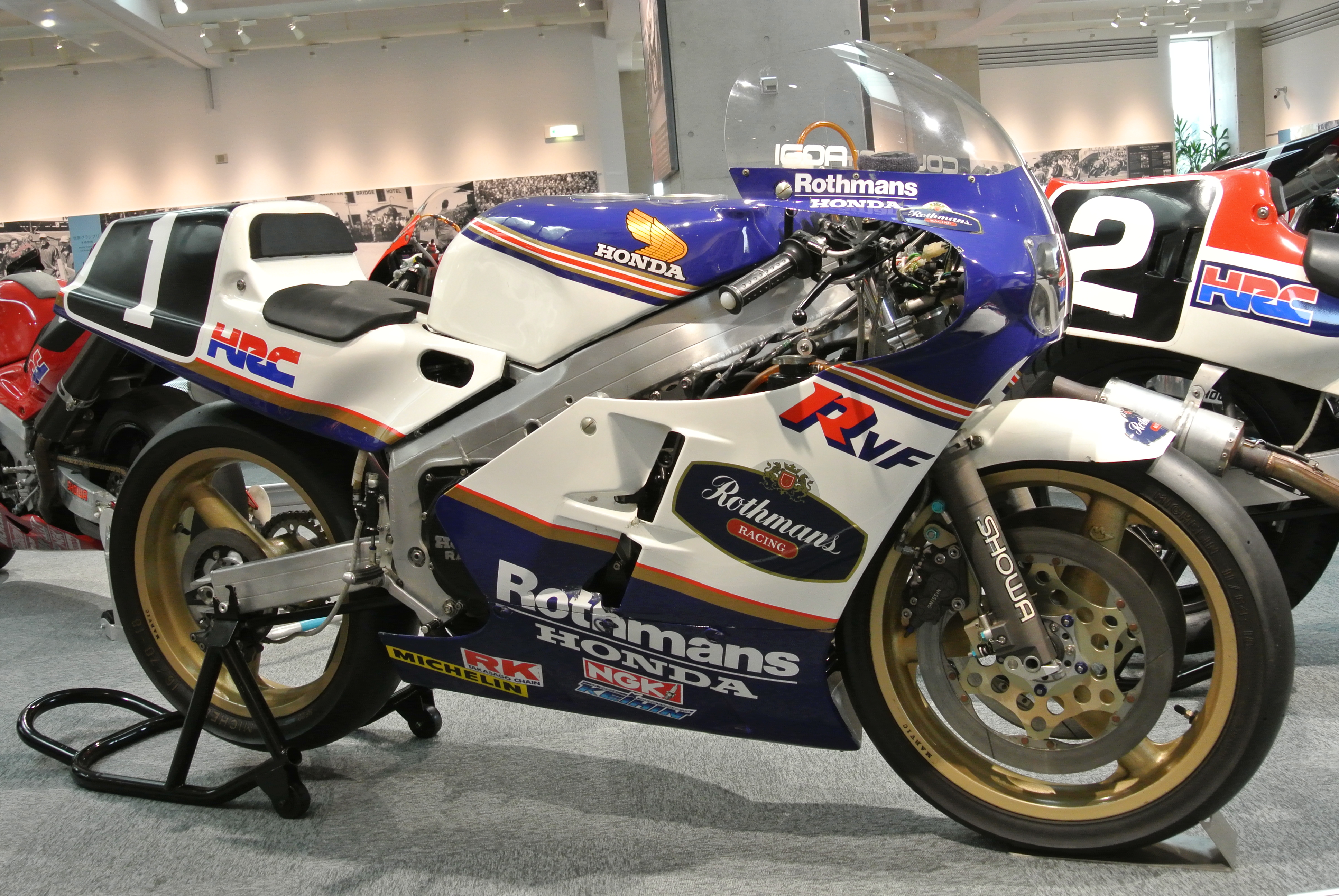
De speciale Honda RVF 750 van Patrick Igoa en Joey Dunlop

### De training
Honda Britain trad aan met Joey Dunlop en Roger Marshall, maar Dunlop was de enige die de speciale HRC-Honda RVF 750 tot zijn beschikking had. Marshall reed met een "gewone" Honda VF 750 uit 1984. Hij had ontstekingsproblemen tijdens de training en kwalificeerde zich slechts als zevende. De Nederlandse rijders, die niet aan de eerste race tijdens de TT van Man hadden deelgenomen, deden het goed met Dirk Brand op de tweede startplaats en Henk de Vries op de derde. 

#### Trainingstijden
| Pos | Coureur          | Merk                     | Tijd    |
| --- | ---------------- | ------------------------ | ------- |
| 1.  | Joey Dunlop      | Rothmans-HRC-Honda-UK    | 2"23'62 |
| 2.  | Dirk Brand       | Bakker-Roadrunner-Suzuki | 2"25'06 |
| 3.  | Henk de Vries    | Bakker-Yamaha            | 2"25'20 |
| 4.  | Steve Parrish    | Mitsui-Harris-Yamaha     | 2"25'94 |
| 5.  | Mick Grant       | Heron-Suzuki             | 2"25'06 |
| 6.  | Ernst Gschwender | Suzuki                   | 2"26'18 |
| 7.  | Roger Marshall   | Rothmans-Honda-UK        | 2"27'39 |
| 8.  | Mark Salle       | Suzuki                   | 2"27'85 |
| 9.  | Ray Swann        | Harris-Kawasaki          | 2"27'90 |
| 10. | Davide Tardozzi  | Bimota-Ducati            | 2"28'00 |

### De race
Omdat de minimale afstand voor de Formula One TT 150 km was, moesten er 25 ronden worden gereden. De bandenkeuze was lastig. Het was bij de start weliswaar droog, maar het had bijna de hele dag geregend en een aantal rijders verwachtte opnieuw regen tijdens de race. Zij kozen voor regenbanden, terwijl anderen voor intermediates kozen. Meteen na de start gingen Joey Dunlop en Roger Marshall er samen vandoor en in de eerste helft van de race wisselden ze regelmatig van positie. Halverwege de wedstrijd ging de Honda van Marshall op drie cilinders lopen. Men probeerde het op te lossen door wat anti-vochtspray te gebruiken, maar dat hielp niet en Marshall stopte in de pit. Dunlop had toen al veertig seconden voorsprong op Mick Grant, maar Dunlop moest een tankstop maken en Grant niet. Bovendien kreeg Dunlop bandenproblemen en dat alles zorgde ervoor dat Grant acht ronden voor het einde nog slechts acht seconden achterstand had. Uiteindelijk sloot Grant aan bij Dunlop, maar hij verloor iets bij het passeren van een achterblijver en Dunlop won met slechts 0,3 seconde voorsprong. Mark Salle deed goede zaken met zijn derde plaats, want omdat hij Tijdens de TT van Man zesde was geworden klom hij naar de tweede plaats in het totaalklassement. 

#### Uitslag Formule I
| Pos | Coureur            | Merk                     | Tijd       | Grid | Punten |
| --- | ------------------ | ------------------------ | ---------- | ---- | ------ |
| 1   | Joey Dunlop        | Rothmans-HRC-Honda-UK    | 1:06"36'07 | 1    | 15     |
| 2   | Mick Grant         | Heron-Suzuki             | 1:06"36'37 | 5    | 12     |
| 3   | Mark Salle         | Suzuki                   | 1:06"56'75 | 8    | 10     |
| 4   | Christian Monsch   | Honda                    | 1:07"17'20 |      | 8      |
| 5   | Roland Brown       | Suzuki                   |            |      | 6      |
| 6   | Dirk Brand         | Bakker-Roadrunner-Suzuki |            | 2    | 5      |
| 7   | Ray Swann          | Harris-Kawasaki          |            | 9    | 4      |
| 8   | Henk de Vries      | Bakker-Yamaha            |            | 3    | 3      |
| 9   | Graeme McGregor    | Suzuki                   |            | 12   | 2      |
| 10  | Andy McGladdery    | Suzuki                   |            |      | 1      |
| 11  | Kees van der Endt  | Horeon-Kawasaki          |            | 11   |        |
| 12  | Tony Rutter        | Suzuki                   |            |      |        |
| 13  | Martin Decker      | Yamaha                   |            |      |        |
| 14  | Mario Rubatto      | Suzuki                   | +1 ronde   |      |        |
| 15  | Ben van der Maaten | Ducati                   | +1 ronde   | 32   |        |
| 16  | Holger Krause      | Yamaha                   | +1 ronde   |      |        |
| 17  | Ken Hobson         | Honda                    | +1 ronde   |      |        |
| 18  | Richard Scoular    | Yamaha                   | +1 ronde   |      |        |
| 19  | Vesa Kultalahti    | Honda                    | +1 ronde   |      |        |
| 20  | Des Barry          | Manchester-Yamaha        | +1 ronde   |      |        |
| 21  | Paul Ramon         | Horeon-Kawasaki          | +1 ronde   | 15   |        |
| 22  | Bert Philippi      | Honda                    | +1 ronde   | 30   |        |

#### Niet gefinisht
| Coureur          | Merk                 | Oorzaak       | Grid |
| ---------------- | -------------------- | ------------- | ---- |
| Steve Parrish    | Mitsui-Harris-Yamaha |               | 4    |
| Ernst Gschwender | Suzuki               | Val           | 6    |
| Roger Marshall   | Rothmans-Honda-UK    | Motor         | 7    |
| Davide Tardozzi  | Bimota-Ducati        | Motor         | 10   |
| Gerard Flameling | Moriwaki-Kawasaki    | Schakelpedaal | 14   |
| Hans Coster      | Kawasaki             | Val           | 18   |

### Top tien tussenstand Formule I
| Pos. | Coureur          | Merk                     | Ptn. |
| ---- | ---------------- | ------------------------ | ---- |
| 1    | Joey Dunlop      | Rothmans-HRC-Honda-UK    | 30   |
| 2    | Mark Salle       | Suzuki                   | 15   |
| 3    | Tony Rutter      | Suzuki                   | 12   |
| 3    | Mick Grant       | Heron-Suzuki             | 12   |
| 5    | Sam McClements   | Yamaha                   | 10   |
| 6    | Mario Rubatto    | Suzuki                   | 8    |
| 6    | Christian Monsch | Honda                    | 8    |
| 8    | David Dean       | Suzuki                   | 6    |
| 8    | Roland Brown     | Suzuki                   | 6    |
| 10   | Dirk Brand       | Bakker-Roadrunner-Suzuki | 5    |

## Trivia

### Nummer 57?
Startnummer 57 van de 500cc-klasse stond niet in het programmaboekje, omdat de rijder daarvoor te laat was aangemeld. ELF-Honda-Benelux wilde een derde rijder als ondersteuning voor Didier de Radiguès en Christian Le Liard en dat werd de endurancerijder Pierre-Etienne Samin. Samin, die voor Godier & Genoud met een Kawasaki GPz 900-viertaktmotor reed, had nog nooit op een 500cc-tweetakt gezeten toen hij woensdag aan de trainingen begon. Op donderdag viel hij, waardoor hij een nacht in het ziekenhuis moest blijven en ook vrijdag niet kon trainen. Hij startte vanaf de 21e positie. Erg veel steun hadden zijn collega's niet van hem, want de Radiguès kon hem op de natte baan niet bijhouden en Le Liard haalde de eindstreep niet. Zo debuteerde Samin meteen met 6 punten. 

### Ángel Nieto, Garelli en Derbi
Omdat Ángel Nieto nog steeds herstellende was van zijn val tijdens de GP van San Marino van 1984 en ook Maurizio Vitali een blessure had was het Garelli-250cc-team niet in Assen verschenen. Nieto wilde graag zijn fitheid beproeven, maar een start in de 125cc-klasse was door het verbond tussen Garelli en de Italiaanse bond (Federazione Motociclistica Italiana) niet mogelijk. Hij ging daarom in op het verzoek van Derbi om Jorge Martínez en Manuel Herreros in de 80cc-race te ondersteunen. 

### Manfred Herweh
Manfred Herweh reed zijn eerste race sinds hij tijdens de trainingen van de Spaanse Grand Prix een pols had gebroken. Hij had echter nog veel last en werd slechts 23e. Hij zou zich na afloop van het seizoen pas laten opereren.

### Steve Webster/Tony Hewitt
De goede prestaties van Steve Webster en Tony Hewitt waren voor insiders geen verrassing. Ze hadden al in de twee vorige GP's (ook allebei nat) op het podium gestaan, maar ook al op vier Britse circuits de ronderecords gebroken, en dat terwijl hun LCR weliswaar een vrij nieuw Yamaha TZ 500-blok had, maar toch al drie jaar oud was. 

### Onboard camera
Sky Channel monteerde voor het eerst een videocamera op de motorfiets van Randy Mamola. In deze tijd was Bernie Ecclestone nog bezig met het ontwikkelen van plannen om dergelijke camera's of Formule 1-auto's te monteren. Het kostte Mamola wel 3½ liter brandstof omdat er een kleinere tank gemonteerd moest worden. Dat was de verklaring voor zijn moeizame laatste ronde, want volgens Mamola was de benzine op. Veel strijd was er trouwens niet te zien, want Mamola reed de hele race aan de leiding. 